# Colletogyne perrieri
Colletogyne es un género monotípico de plantas con flores de la familia Araceae. Su única especie, Colletogyne perrieri Buchet, es originaria del norte de Madagascar.

## Descripción
La única especie que compone el género es  endémica de Madagascar, donde se encuentra  solo en una pequeña región con abundante piedra caliza.  Al igual que los otros géneros de Araceae, se encuentra exclusivamente en Madagascar, Colletogyne se cree que es una de las aráceas más avanzadas en cuanto a la estructura de sus flores y a su polen. Tiene hojas en forma de corazón y es tuberosa.  La espata es de color blanco con manchas de color morado y el espádice tiene manchas rojas.  Se encuentra a menudo creciendo en humus y entre la piedra caliza.

## Taxonomía
Colletogyne perrieri fue descrita por Samuel Buchet y publicado en Bulletin de la Société Botanique de France 86: 23–24. 1939.